# Division de Maxwell
La division de Maxwell est un espace situé à l'intérieur de l'anneau C de la planète géante gazeuse Saturne.

## Caractéristiques
La division de Maxwell débute à 87 500 kilomètres du centre de Saturne et se termine à 87 770 kilomètres. Large d'un peu plus de 200 kilomètres seulement, elle contient en outre l'annelet de Maxwell, un petit anneau étroit, brillant et excentrique.